# Herbert Brenon
Herbert Brenon (Dún Laoghaire, 13 de janeiro de 1880 - Los Angeles, 21 de junho de 1958) foi um ator, cineasta e roteirista irlandês, um dos principais nomes do cinema mudo.

## Filmografia
- Dr. Jekyll and Mr. Hyde (1913)
- Ivanhoe (1913)
- Absinthe (1914)
- Neptune's Daughter (1914)
- The Kreutzer Sonata (1915)
- The Heart of Maryland (1915)
- The Clemenceau Case (1915)
- The Two Orphans (1915)
- Sin (1915)
- The Soul of Broadway (1915)
- A Daughter of the Gods (1916)
- War Brides (1916)
- The Fall of the Romanoffs (1917)
- The Lone Wolf (1917)
- Empty Pockets (1918)
- Victory and Peace (1918)
- The Passing of the Third Floor Back (1918)
- 12.10 (1919)
- Beatrice (1919)
- The Mysterious Princess (1920)
- The Passion Flower (1921)
- The Stronger Passion (1921)
- Little Sister (1921)
- Moonshine Valley (1922)
- Shackles of Gold (1922)
- A Stage Romance (1922)
- The Spanish Dancer (1923)
- The Street of Forgotten Men (1925)
- The Alaskan (1924)
- Peter Pan (1924)
- The Side Show of Life (1924)
- The Little French Girl (1925)
- A Kiss for Cinderella (1925)
- Dancing Mothers (1926)
- The Great Gatsby (1926)
- Beau Geste (1926)
- Laugh, Clown, Laugh (1928)
- The Rescue (1929)
- The Case of Sergeant Grischa (1930)
- Lummox (1930)
- Honours Easy (1935)
- Royal Cavalcade (1935)
- Someone at the Door (1936)
- Living Dangerously  (1936)
- The Live Wire (1937)
- The Dominant Sex (1937)
- Spring Handicap (1937)
- Housemaster (1938)
- Yellow Sands (1938)
- Black Eyes (1939)
- The Flying Squad (1940)

## Prêmios e indicações
- Indicado: Oscar de melhor diretor - Sorrell and Son (1929)